# 新日本造機
新日本造機株式会社（しんにっぽんぞうき、英文社名：Shin Nippon Machinery Co., Ltd）は、住友グループの企業であり、蒸気タービン、ポンプの製造販売を行っている。

## 主力製品・事業
- 蒸気タービン（客先要求通りの仕様で設計製造）
- プロセスポンプ(客先用要求通りの仕様で設計製造)
- 真空ポンプ(客先用要求通りの仕様で設計製造)

## 主要事業所
- 本社 - 東京都品川区大崎2-1-1　ThinkPark Tower
- 関西エンジニアリング部 - 兵庫県尼崎市西向島町93-3
- 呉製作所 - 広島県呉市広末広1-2-10
- 仁方工場 - 広島県呉市仁方桟橋通1493-210
- 大阪事務所 - 大阪府大阪市中央区本町2-1-6　堺筋本町センタービル13F

## 沿革
- 1951年 - 設立

## 主要関係会社

### 国内グループ企業
- 新日造エンジ株式会社
- 極東精機株式会社